# 雙有理幾何

圆与实直线双有理等价。图中展示了其中一种双有理映射，球极平面投影。

在代數幾何中，雙有理幾何（英語：birational geometry）處理的是代數簇在雙有理等價之下不變的性質，也就是由其函數域決定的性質。這些性質包括維度、算術虧格、幾何虧格、小平維度等等。

## 曲線的情況
任何曲線都雙有理等價於一條平滑射影曲線。平滑射影曲線之間的有理映射能延拓為態射，雙有理等價對應到同構；因此曲線的雙有理幾何無非是射影曲線的同構及其不變量問題。

## 高維情況
在零特徵域上，義大利學派在1890-1910年間建立代數曲面的基礎理論，並完成了曲面的雙有理分類。1970年起的工作聚焦於三維以上情形。這方面的指導思想之一是極小模型綱領。

## 文獻
- S. Iitaka,   Algebraic geometry, an introduction to birational geometry of algebraic varieties , Springer  (1982)
- R. Hartshorne,  Algebraic geometry , Springer  (1977)